# Eric Taino
Eric Taino (* 18. März 1975 in Jersey City, New Jersey, Vereinigte Staaten) ist ein ehemaliger philippinischer Tennisspieler.

## Karriere
Er feierte schon in seiner Juniorenzeit größere Erfolge. Mit Jimmy Jackson gewann er 1992 die Doppelkonkurrenz der US Open. Seine Profikarriere begann er 1997. Er gewann insgesamt zwölf Turniere auf der ATP Challenger Tour, drei im Einzel und mit wechselnden Partnern neun im Doppel. Im Doppel erreichte er auch auf der World Tour mehrere Endspiele. 1998 zog er in Bogotá mit Gábor Köves erstmals in ein Finale ein, das sie gegen Diego del Río und Mariano Puerta in drei Sätzen verloren. Im Juni und Juli 1999 folgten zwei weitere Finalteilnahmen in Meran mit Marc-Kevin Goellner und in Gstaad mit Aleksandar Kitinov. Beide Partien verlor Taino mit dem jeweiligen Partner in zwei Sätzen. Im Oktober desselben Jahres gewann er mit Maks Mirny seinen einzigen Titel auf der Tour. In Singapur, einem Turnier der World Tour 500, besiegten sie Todd Woodbridge und Mark Woodforde mit 6:3 und 6:4. im Jahr 2000 folgten zwei weitere Finalteilnahmen in San José mit Lucas Arnold Ker und im Queen’s Club mit Jonathan Stark.
In der Saison 2001 erreichte Taino mit David Wheaton erneut das Endspiel im Queen’s Club. Seine höchsten Platzierungen in der Weltrangliste erreichte er mit Rang 122 im Einzel am 3. November 2003 sowie Rang 52 im Doppel am 24. April 2000. Bei Grand-Slam-Turnieren kam er im Einzel nie über die erste Runde hinaus, er trat allerdings auch nur 2000 und 2001 im Hauptfeld der US Open an. Zwischen 1999 und 2002 erreichte er in der Doppelkonkurrenz der Australian Open, den French Open und den US Open mehrfach die zweite Runde. In Wimbledon scheiterte er stets in der Auftaktrunde. 2006 nahm er an den Asienspielen in Doha teil, bei denen er im Doppelwettbewerb die Bronzemedaille gewann. An der Seite von Cecil Mamiit musste er sich in der Vorschlussrunde der indischen Paarung Mahesh Bhupathi und Leander Paes geschlagen geben.
Zwischen 2006 und 2008 bestritt Taino insgesamt zehn Begegnungen für die philippinische Davis-Cup-Mannschaft. Von seinen zehn Einzelpartien gewann er acht, im Doppel gewann er vier seiner sechs Partien. Er absolvierte sämtliche Doppelpartien an der Seite von Cecil Mamiit. Seinen letzten Einsatz hatte er im April 2008 gegen Usbekistan.

## Erfolge
| Legende                           |
| Grand Slam                        |
| Tennis Masters Cup                |
| ATP Masters Series                |
| ATP International Series Gold (1) |
| ATP International Series          |
| ATP Challenger Series (12)        |

| ATP-Titel nach Belag |
| Hartplatz (1)        |
| Sand (0)             |
| Rasen (0)            |
| Teppich (0)          |

### Doppel

#### Turniersieg
| Nr. | Datum            | Turnier  | Belag         | Partner    | Finalgegner                    | Ergebnis |
| --- | ---------------- | -------- | ------------- | ---------- | ------------------------------ | -------- |
| 1.  | 18. Oktober 1999 | Singapur | Hartplatz (i) | Maks Mirny | Todd Woodbridge Mark Woodforde | 6:3, 6:4 |

#### Finalteilnahmen
| Nr. | Datum            | Turnier          | Belag     | Partner             | Finalgegner                         | Ergebnis      |
| --- | ---------------- | ---------------- | --------- | ------------------- | ----------------------------------- | ------------- |
| 1.  | 8. November 1998 | Bogotá           | Sand      | Gábor Köves         | Diego del Río Mariano Puerta        | 7:6, 3:6, 2:6 |
| 2.  | 13. Juni 1999    | Meran            | Sand      | Marc-Kevin Goellner | Lucas Arnold Ker Jaime Oncins       | 4:6, 6:7      |
| 3.  | 12. Juli 1999    | Gstaad           | Sand      | Aleksandar Kitinov  | Cyril Suk Donald Johnson            | 5:7, 6:7      |
| 4.  | 13. Februar 2000 | San José         | Hartplatz | Lucas Arnold Ker    | Jan-Michael Gambill Scott Humphries | 1:6, 4:6      |
| 5.  | 19. Juni 2000    | Queen’s Club (1) | Rasen     | Jonathan Stark      | Todd Woodbridge Mark Woodforde      | 7:6, 3:6, 6:7 |
| 6.  | 11. Juni 2001    | Queen’s Club (2) | Rasen     | David Wheaton       | Bob Bryan Mike Bryan                | 3:6, 6:3, 1:6 |